# علی‌آبادآبگرم
علی‌آبادآبگرم، روستایی از توابع بخش همایجان شهرستان سپیدان در استان فارس ایران است.

## جمعیت
این روستا در دهستان همایجان قرار دارد و براساس سرشماری مرکز آمار ایران در سال ۱۳۸۵، جمعیت آن ۱۰۵ نفر (۳۱خانوار) بوده‌است.